# 化姓
化姓，一個中國姓氏，人數較少。

## 來源
有文字記載的化姓的共同始祖是中國古代黄帝大臣化狐。

## 外部連結
[在维基数据编辑]